# Acte de Dieu

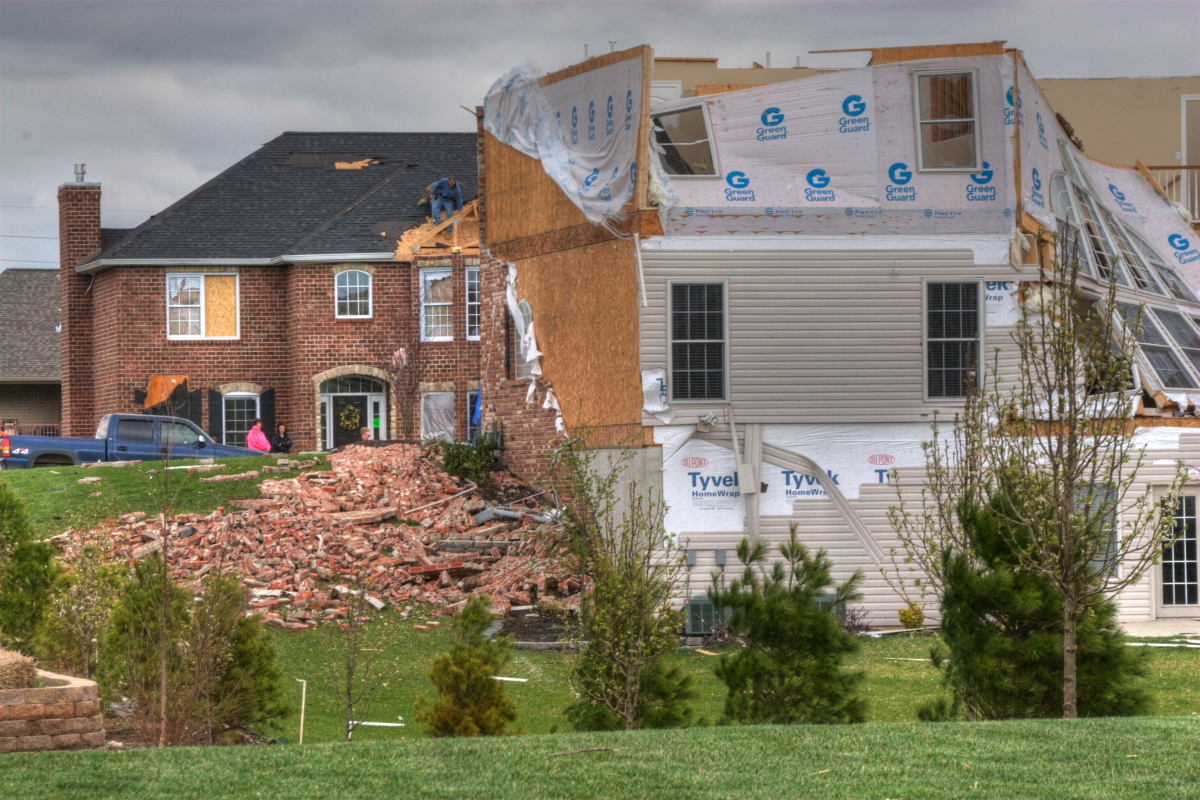
Dégâts résultant d'une tornade en Illinois : vis-à-vis des assurances, les propriétaires peuvent faire valoir un « Acte de Dieu ».

Un acte de la nature, cas fortuit ou acte de Dieu (vieilli et déconseillé), en anglais « act of God » ou act of nature, est une expression appartenant au domaine juridique dans les États dont le droit est basé sur la common law anglaise ou des anciennes colonies britanniques. Elle décrit une catastrophe naturelle incontrôlable, comme un séisme ou un tsunami, qui ne peut être imputée à personne,,,.  
Un « acte de la nature » ou « acte de Dieu » peut représenter une clause d'exonération des responsabilités dans les contrats (conformément aux Hague–Visby Rules (en)) ou faire partie des « périls couverts » dans une police d'assurance. Dans le droit écossais, ce concept correspond à celui de damnum fatale.
La Common Law désigne sous le nom de force majeure des évènements extraordinaires causés par la nature ou par les humains, tels des guerres ou des évènements politiques,,.
Selon une fausse croyance populaire, le terme Act of God serait utilisé en assurance au Canada.  Cependant, les dommages causés par les actes de la nature sont bel et bien couverts.